# Зареча
Зареча (блр. Зарэчча; рус. Заречье) насељено је место са административним статусом варошице (городской посёлок) у југоисточном делу Републике Белорусије. Административно припада Речичком рејону Гомељске области.
Према подацима за 2010. у вароши је живело 2.416 становника.

## Географија
Насеље се налази на 18 км северозападно од града Речице и на око 1 км магистралног друма Бабрујск—Речица.

## Историја
Одлуком владе Републике Белорусије од 2. марта 1995. Зареча је административно уређена као варошица (городской посёлок). 

## Становништво
Према процени, у варошици је 2010. живело 2.416 становника.